# Punta Perrucchetti
La Punta Perrucchetti (4.020 m s.l.m. - detta anche La Spedla ovvero La Spalla, su alcune pubblicazioni 4.021 m) è una elevazione del Massiccio del Bernina. È la vetta più alta della Lombardia.

## Descrizione
Si trova circa 200 metri a sud del Pizzo Bernina lungo la linea di confine tra l'Italia e la Svizzera. Non è stata inserita nell'elenco delle 82 Vette alpine superiori a 4000 metri per via della sua poca marcata prominenza verso nord ma è regolarmente registrata nell'elenco secondario. In base a questa classificazione ufficiale, è la vetta più elevata della Lombardia. 
Dalla sommità si dipartono tre creste: una collega a nord la vetta principale del Gruppo (4049 m), dapprima attraverso un affilato crinale nevoso, quindi con passaggi su roccia di II e di III. La seconda, volge inizialmente a sud-est, poi piega decisamente a est facendosi nevosa. Nella sua parte meridionale si allarga in un ampio pendio di neve, tagliato a metà dalla linea di confine, fino a sfociare sulla Forcola di Crest'Aguzza a 3601m. È lungo questo dosso di neve che passa la via normale di salita dal versante sud al Pizzo Bernina con partenza dal Rifugio Marinelli Bombardieri. Questa via venne aperta da una cordata di nomi illustri formata da Christian Almer con F.F.Tuckett, F.A.Y.Brown, e Franz Andermatten il 23 giugno 1866, ben dopo la prima ascensione al Bernina del 13 settembre 1859. Infine, l'ultima, la più difficile, volge a sud-ovest per terminare alla Breccia dello Scerscen a 3870 m con passaggi di III e IV grado esattamente sulla linea spartiacque. 
Poco appariscente da est, raccordata con gli ampi pianori glaciali del Morteratsch, a Sud-Ovest, ovvero dal lato lombardo, la Punta Perruchetti precipita con un grandioso canalone di ghiaccio e neve lungo il quale passa la "Direttissima" al Bernina. La via, aperta da Alfredo Corti e Bruno Sala il 3 settembre 1914 misura oltre 500 metri di dislivello e ha inclinazione di 50° con passaggi di III e IV (D). Accanto, sulla sinistra orografica e quindi interamente su roccia, passa la via aperta da Cesare Folatti con Alfredo Corti e Augusto Bonola nell'estate del 1922 (D). Imponente pure la parete ovest, lato svizzero, raccordata con quella del Pizzo Bernina e salita per la prima volta da W.Williams con Martin Schocher e Moritz Arpagaus il 12 agosto 1885 attraverso un itinerario difficile (D). 
Prende il nome da Giuseppe Perrucchetti generale e senatore italiano.

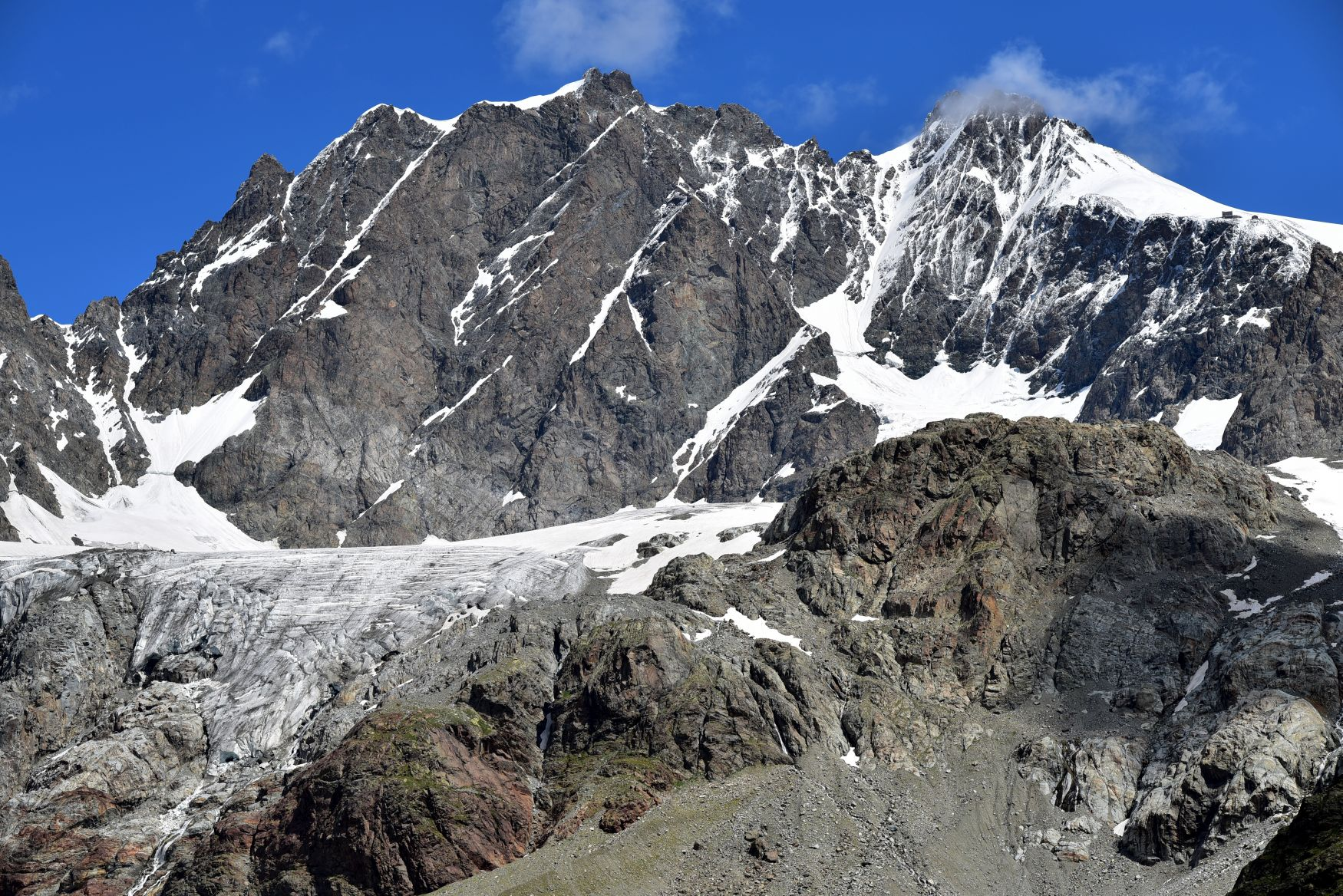
Piz Scerscen (3971) e a destra la Punta Perrucchetti (4020) versante lombardo, Valmalenco, Valtellina

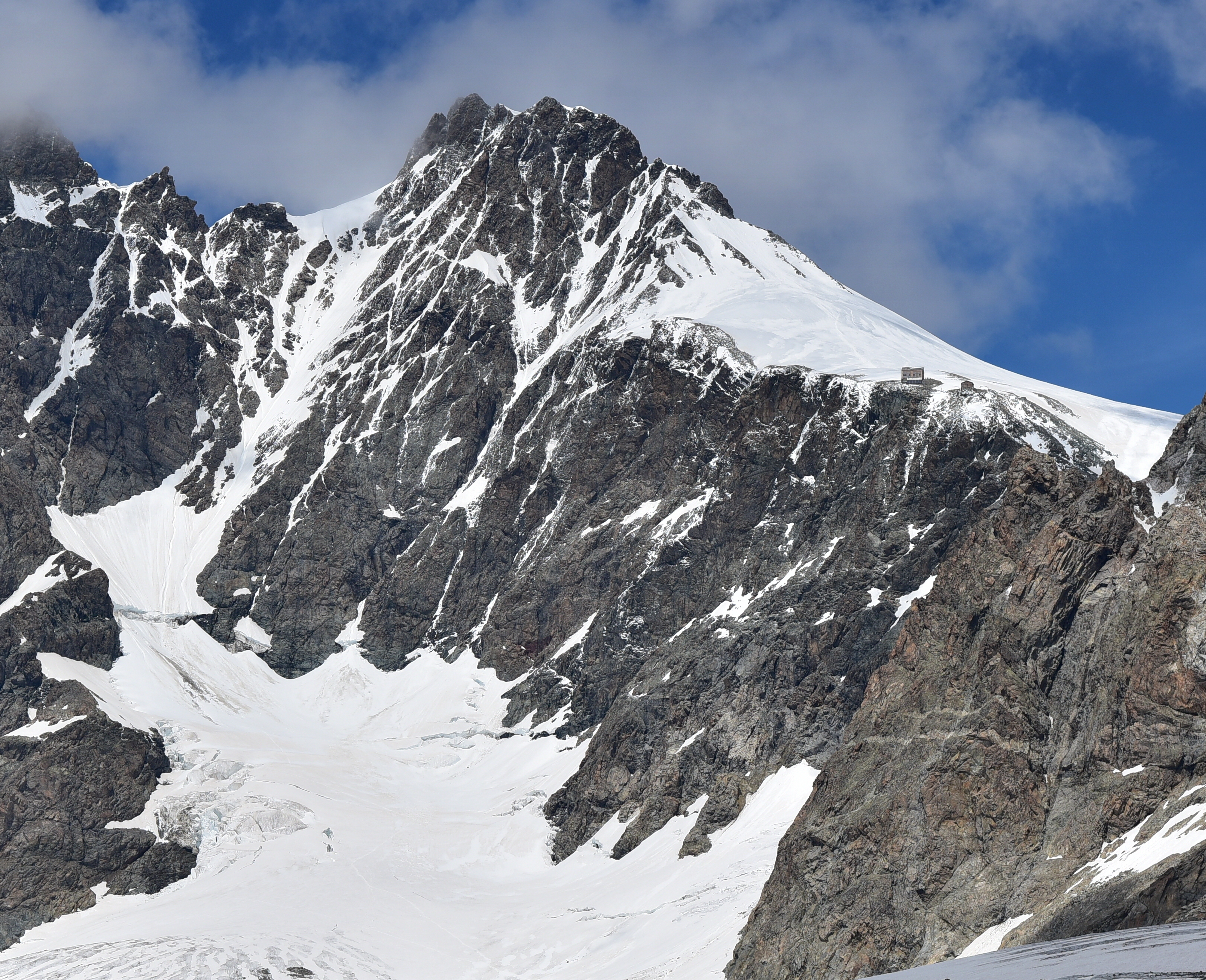
Bernina. L'imponente versante lombardo della Punta Perrucchetti 4020 m